# Lopholaimus antarcticus
La paloma bicrestada, paloma de penacho o paloma de rodete (Lopholaimus antarcticus) es un ave columbiforme de la familia Columbidae nativa de Australia.
En ocasiones se la llama paloma antártica
debido a su nomenclatura binomial, pero este nombre no debería emplearse para Lopholaimus porque la Antártida no es su hábitat, y porque ese nombre ya es usado para palomas del género Chionis, por ejemplo Chionis alba, nativas de la Antártida.

## Descripción
Es una paloma de gran tamaño, mide de 40 a 46 centímetros de longitud. Tiene color gris claro en el pecho y la cabeza, gris oscuro en las alas y una cola de color negro pizarra, atravesada por una banda de color gris claro. El pico es de color pardo rojizo. Posee un notable promontorio, rodete o penacho de plumas en su cabeza que comienza en el pico con color gris y corre hacia atrás a medida que va aumentando de tamaño y tomando un color pardo rojizo al llegar a la parte posterior de la cabeza y cuello. En las aves jóvenes el penacho es más sencillo, de color pardo. La banda transversal de color claro de la cola está menos definida en las aves inmaduras.
La paloma de penacho se encuentra habitualmente en bandadas de centenares de individuos. Tiene gran capacidad de vuelo y puede vérsela sobre selvas y valles, aunque también frecuenta bosques y montes de palmeras, ficus y eucaliptus. Es un ave completamente arbórea. Habitualmente se alimenta de frutos, bebe el agua de las gotas de lluvia que quedan en los árboles, y acostumbra descansar en la parte alta de las copas. Sólo en contadas ocasiones bajan a campo abierto para buscar comida. Puede encontrárselas en la península del Cabo York (Cape York) en Queensland, y en Nueva Gales del Sur, cerca de la costa; aunque también han sido vistas muy al sur como en Tasmania o en los lagos de Gippsland en Victoria, en relación con la presencia de alimento. Se encontraron siempre en gran cantidad en zonas selváticas, pero lamentablemente su número está en descenso debido a la continua deforestación. La paloma de penacho es una especie protegida en Australia.
La paloma de penacho rara vez se hace escuchar, porque gorgea un suave arrullo. En cambio, suelen pelear entre sí, y cuando lo hacen emiten un chillido corto parecido al de un cerdo.
La reproducción ocurre entre julio y enero, cuando construyen su nido en la parte alta de las copas de los árboles. Lo arman con ramitas largas y sueltas, y en él depositan un huevo grande y levemente brilloso.